# 考普斯舌鳎
考普斯舌鳎（学名：Cynoglossus kopsii）、又名格氏舌鰨、短头鞋底鱼、高氏鞋底鱼，为舌鰨屬下的一个种，為熱帶海水魚，分布於印度西太平洋區，從波斯灣至台灣海域，棲息深度24-204公尺，體長可達60公分，棲息在沙泥底質底層水域，生活習性不明。

## 扩展阅读
- 維基物種上的相關：格氏舌鰨